# Claudio Marzocco
 (septembre 2023).
 (août 2022).
L'article doit être relu — et modifié si nécessaire — par des contributeurs indépendants pour apporter un regard critique aux contributions effectuées en violation des conditions d'utilisation de Wikipédia, tant sur la forme (notamment concernant le style encyclopédique, la proportionnalité) que sur le fond (la neutralité de point de vue, la qualité et l'indépendance des sources).
Claudio Marzocco, né le 21 février 1959 à Andora, en Italie, est un ingénieur et chef d'entreprise italien.
Il est président du Groupe Marzocco, l'une des principales sociétés monégasques de promotion immobilière, construction et rénovation immobilière .

## Enlèvement
En 1988, il fut kidnappé et retenu pendant deux semaines par la mafia calabraise, la 'Ndrangheta. Après quinze jours de détention, Claudio Marzocco parvint à échapper à ses ravisseurs pendant la nuit et fut récupéré par les carabiniers. « Une semaine plus tard, toute ma famille a déménagé à Monaco, où nous avons trouvé la sécurité, à la fois pour nous-mêmes et pour nos affaires », expliquera plus tard Claudio Marzocco lors d'une interview pour le journal L'Express.

## Groupe Marzocco
Depuis 2007, Claudio Marzocco est Président Administrateur Délégué du Groupe Marzocco, une société monégasque de promotion immobilière.

## Soupçons de corruption
Mis en cause en 2012 par une enquête à la suite de soupçons de corruption concernant la construction de la tour Odéon, Claudio Marzocco a été relaxé par le TGI de Marseille en 2017,, décision confirmée par la Cour d'Appel d'Aix en Provence en 2018,.

## Sports équestres
Claudio Marzocco est le propriétaire d'une écurie qui compte plus de 40 chevaux de courses.
Le plus célèbre d'entre eux, Lawman (en), alors entraîné par Jean-Marie Béguigné, a remporté en 2007 le Prix du Jockey Club et le Prix Jean Prat.
Depuis son retrait de la compétition, Lawman est un étalon convoité, qui a engendré des vainqueurs de première catégorie[source insuffisante].

## Activités sociales
Claudio Marzocco est un membre actif de différents clubs monégasques prestigieux, comme  le Yacht Club de Monaco, le Country Club de Monte-Carlo, l'Automobile Club de Monaco, le Golf Club de Monte Carlo ou le Club des Ambassadeurs de Monaco.

## Distinctions
- Chevalier de l’ordre de Saint Charles (Monaco) en 2006
- Officier de l'Ordre de Saint Charles en 2014[14]
- Premio “Foglio d’Oro 2008”[15]
- Cavaliere dell’Ordine della “Stella d’Italia” (Italie) en 2013[16]
- Commandeur du Mérite avec Plaque de l’Ordre sacré et militaire constantinien de Saint-Georges (Monaco) en 2013[17].
- Ufficiale dell’Ordine della “Stella d’Italia”(2020)[18].
- Commandeur de l'Ordre du Mérite de la République italienne[19].